# گاگیک باغداساریان
گاگیک گورگنی باغداساریان (ارمنی: Գագիկ Գուրգենի Բաղդասարյան؛ زادهٔ ۱۷ فوریهٔ ۱۹۶۴) یک سیاستمدار اهل ارمنستان است که از تاریخ ۲۰۰۷ تا تاریخ ۲۰۱۲ سمت نمایندگی دوره چهارم مجلس ملی جمهوری ارمنستان را برعهده داشت.

## زندگی‌نامه
در ۱۷ فوریهٔ ۱۹۶۴ در ایروان به دنیا آمد 